# Club Libertad
Club Libertad jest paragwajskim klubem z siedzibą w mieście Asunción, założony w 1905 roku.

## Historia
W 1905 Paragwaj ogarnięty był politycznym chaosem. Grupa młodych mężczyzn przybyła do Asunción na statku „Libertad” na czele triumfującej rewolucji, by obalić rząd wywodzący się z Partii Colorado. Nazwa statku zainspirowała część młodych ludzi wywodzących się z opozycyjnej, liberalnej partii, by utworzyć klub piłkarski o takiej samej nazwie. W ten sposób 30 lipca 1905 narodził się Club Libertad.
Od czasu wygrania swego pierwszego mistrzostwa w roku 1910 Libertad zawsze był w cieniu dwóch paragwajskich potęg: Olimpii i Cerro Porteño, które na spółkę zdobyły znaczną większość tytułów mistrza Paragwaju. Pomimo tego Libertad zdołał uzbierać aż 18 tytułów mistrzowskich, dwukrotnie więcej od swego głównego rywala do miana paragwajskiego klubu numer 3 – Clubu Guaraní, który zgromadził 9 tytułów mistrza kraju.
Libertad zawsze był uważany za klub, który tradycyjnie jest pierwszoligowym klubem w Paragwaju, toteż spadek z ligi w roku 1998 był szokiem nie tylko dla kibiców klubu, ale dla wszystkich miłośników futbolu w kraju. Dwa lata później jednak, gdy zmienił się prezes klubu, nastąpił powrót do pierwszej ligi. Wkrótce potem klub zdobył mistrzostwo Paragwaju w roku 2002 i powtórzył ten wyczyn w następnym 2003 roku. Sukcesy krajowe umożliwiły klubowi Libertad występ na arenie międzynarodowej, a największym sukcesem w historii klubu było dotarcie aż do półfinału Copa Libertadores w latach 1977 oraz 2006.

## Osiągnięcia
- Mistrz Paragwaju (20): 1910, 1917, 1920, 1930, 1943, 1945, 1955, 1976, 2002, 2003, 2006, 2007, 2008 Apertura, 2008 Clausura, 2010 Clausura, 2012 Clausura, 2014 Apertura, 2014 Clausura, 2016 Apertura, 2017 Apertura
- Mistrz drugiej ligi paragwajskiej: 2000
- Półfinał Copa Libertadores: 1977, 2006

## Słynni gracze w historii klubu
- Fernando Álvez
- Delfín Benítez Cáceres
- Carlos Bonet
- Victoriano Leguizamón
- Sebastian Fleitas Miranda
- Manuel Fleitas Solich
- Manuel Gavilán
- Eliseo Insfrán
- Eulogio Martínez
- Lino Nessi
- Jorge Lino Romero
- Juan Samudio
- Estanislao Struway
- Juan Bautista Torales
- Marcelino Vargas
- Justo Villar